# 야시로촌 (나가노현)
야시로촌(社村)은 나가노현 기타아즈미군에 있던 촌이다. 현재의 오마치시 오아자 야시로에 해당한다.

## 역사
- 1889년 4월 1일 - 정촌제 시행에 의해 기타아즈미군 야시로촌이 성립하였다.
- 1954년 7월 1일 - 오정, 다이라촌, 도키와촌과 합병해, 오마치시가 성립하여, 동일 야시로촌은 폐지되었다.

## 참고문헌
- 角川日本地名大辞典 20 長野県